# 遠藤胤基
遠藤 胤基（えんどう たねもと、天文17年〈1548年〉 - 文禄2年11月23日〈1594年1月14日〉）は、戦国時代から安土桃山時代にかけての武将。美濃国郡上郡木越城主。新兵衛、大隅守。別の諱は胤繁。遠藤胤縁の次男。胤俊の弟。妻は叔父盛数の娘。

## 生涯
元亀元年（1570年）11月、兄胤俊が志賀の陣で討死した後、その跡を継ぐ。胤基の継いだ遠藤家は、八幡城主慶隆の宗家と並んで「両遠藤」と称されていた。翌元亀2年（1571年）9月には、慶隆と共に比叡山焼き討ちに従軍した。
両遠藤氏は美濃斉藤氏の没落前後に織田信長に降っていたが、元亀3年（1572年）5月頃から、胤基は家老の遠藤加賀守を介して武田信玄とも款を通じ、西上を開始した信玄から、同年11月19日付けの書状で信長への敵対を催促されてもいる。天正元年（1573年）4月に西上作戦の途上で信玄が死去すると、今度は信長が態度の曖昧な遠藤氏討伐の軍を郡上に送り、遠藤氏は直ちに降伏して服従したとされるが、幸運にも信長には面従腹背の姿勢を知られていなかったという見方もある。
同年8月の、越前朝倉攻めに従軍。翌天正2年（1574年）には、加治田城主斎藤利治が郡上に進入したが、胤基の家臣吉田左京進らの軍が撃退した。天正10年（1582年）2月、信長が武田勝頼を攻めると、胤基は慶隆と共に金森長近に属し、飛騨から甲斐に攻め込んで、天目山で勝頼を滅ぼした（甲州征伐）。
同年6月の本能寺の変の後、織田信孝が美濃国主となるとそれに属し、信孝が羽柴秀吉と対立するようになっても従い続けた。翌天正11年（1583年）閏1月、秀吉方の須原・洞戸城を攻略した功を信孝に褒されるも、その後森長可に攻められ降伏した（立花山の戦い）。天正12年（1584年）の小牧・長久手の戦いには秀吉の下で参加し、初めは池田恒興の麾下にあったと見られるが、恒興戦死後は堀秀政の指揮下にいた。
天正13年（1585年）、秀吉の秀吉の紀州征伐に、慶隆と共に従う。。天正15年（1587年）、秀吉の九州征伐に慶隆と共に参加。翌16年（1588年）に秀吉が聚楽第を造営すると、慶隆・胤基は西京口に居所を与えられ、妻子と共に上京した。
天正16年（1588年）、立花山の戦いなどで秀吉に反抗したことを理由に、両遠藤氏で2万余石あった領地を没収され、慶隆は小原7,500石、胤基は犬地5,500石に減封された。同18年（1590年）、小田原征伐に慶隆と900余の兵を率いて参加。秀吉が引き続き会津へ遠征すると、慶隆・胤基はこれにも従軍した
文禄元年（1592年）、文禄の役に慶隆と共に織田秀信の下に属して、釜山・梁山・蔚山・鎮守城などを転戦しながら、2年間朝鮮に在陣した後帰国した。しかし、長門国国分寺で病死。胤直（胤基の弟の胤重の子）が跡を継いだ。